# آثار الحرب الفلسطينية الإسرائيلية
أدى اندلاع الحرب بين إسرائيل وحماس إلى زيادة كراهية المواطنين الإسرائيليين لرئيس الوزراء الإسرائيلي بنيامين نتنياهو والحكومة بسبب فشل القيادة في هذه القضية، مع زيادة الدعوات لاستقالة نتنياهو.

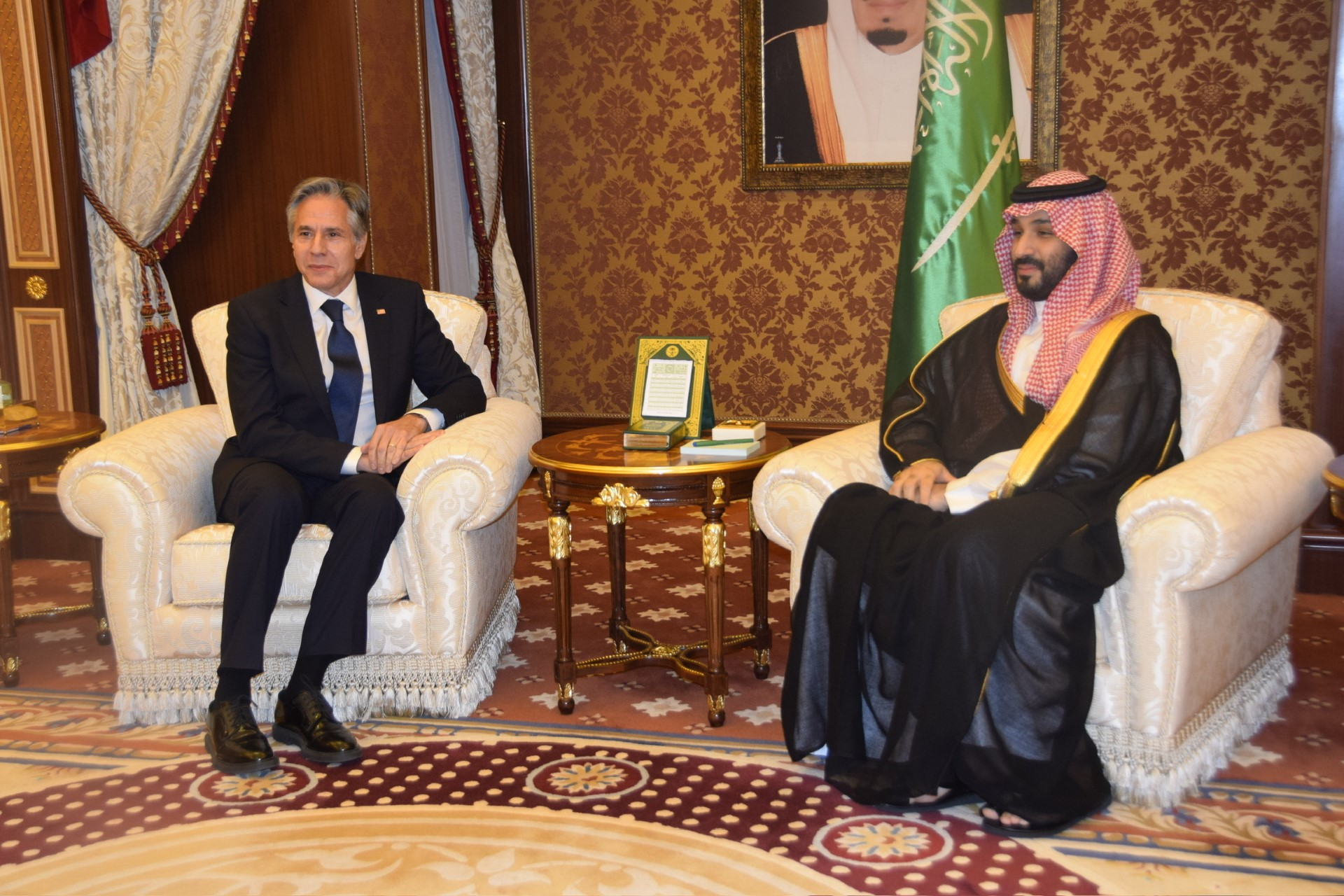
ولي العهد السعودي الأمير محمد بن سلمان مع وزير الخارجية الأمريكي أنتوني بلينكن في جدة، المملكة العربية السعودية، 7 يونيو 2023

وكان للاهتمام العالمي بحماس آثاره على دول مثل تركيا قطر، اللتين تتمتعان بعلاقات قوية مع حماس، وكانت الولايات المتحدة تعمل بنشاط مع قطر لتأمين إطلاق سراح الرهائن.
كان لتصرفات حماس تأثير كبير على الجهود الدبلوماسية، مما قد يؤدي إلى عرقلة الاتفاق الذي توسطت فيه الولايات المتحدة بين إسرائيل والمملكة العربية السعودية. وأشارت صحيفة نيويورك تايمز إلى أن احتمالات التطبيع الإسرائيلي والسعودي تبدو أقل احتمالا بسبب المخاوف من تصعيد الوضع والحقوق الفلسطينية. بالإضافة إلى ذلك، كانت هناك تكهنات بأن إيران ربما كانت تحاول تعطيل العلاقات بين إسرائيل والمملكة العربية السعودية. وفي 14 أكتوبر/تشرين الأول، علقت المملكة العربية السعودية المحادثات بشأن التطبيع المحتمل للعلاقات مع إسرائيل.
تكهن العديد من القادة والخبراء حول احتمال توسع الصراع، وحتى أن يؤدي إلى حرب بين إسرائيل وإيران، حيث أعرب المسؤولون الإيرانيون عن استعدادهم للتدخل إذا واصلت إسرائيل عملياتها العسكرية أو شنت غزوًا بريًا ضد غزة، مما يشير أيضًا إلى الاحتمال تصعيد الصراع على مستوى المنطقة.
وأعربت أوكرانيا عن مخاوفها من أن روسيا قد تستغل الحرب بين إسرائيل وحماس لتقليل الدعم الدولي لأوكرانيا، في حين صورتها روسيا على أنها فشل في السياسة الغربية. وصف الرئيس الروسي فلاديمير بوتين الصراع بأنه مثال على فشل سياسة الولايات المتحدة في الشرق الأوسط واقترح أنه سيؤثر على الدعم الغربي لأوكرانيا، مما قد يؤثر على علاقات روسيا مع إسرائيل.
وأطلقت الولايات المتحدة عقوبات جديدة لمحاولة وقف تمويل الشبكة الإيرانية لحركة حماس.
منذ بداية الحرب، أبلغ عن ارتفاع حوادث رهاب الإسلام في الغرب، في حين تزايدت الهجمات المعادية للسامية بشكل كبير في جميع أنحاء العالم.

## خلفية
شكلت عملية طوفان الأقصى التي شنتها حماس في الحرب تصعيدًا ملحوظًا في الصراع المستمر بين إسرائيل وحماس، حيث برزت من حيث حجم ومدى إطلاق الصواريخ والتوغلات داخل إسرائيل من حدود قطاع غزة. كان هذا خروجًا كبيرًا عن الصراعات السابقة، والتي كانت تتبع عادةً تقدمًا تدريجيًا مع تصعيد تدريجي للتوترات. تمت مقارنتها بهجوم عام 1941 على بيرل هاربر، وهجوم تيت عام 1968، حرب أكتوبر عام 1973، وهجمات 11 سبتمبر 2001، وهجوم رمضان 2003. ومثل هجوم تيت، جاء هجوم حماس في صباح يوم عطلة، وبدا وكأنه "في كل مكان في وقت واحد"، وأظهر قدرات لم تكن تظن قوة حرب عصابات أنها ممكنة.

## التأثيرات المحلية
توزيع الوفيات حسب العمر والجنس (تحليل من قبل الأساتذة مايكل سباجات ودانيال سيلفرمان)، نوفمبر 2023

### الفصائل الفلسطينية
وفقًا لدانيال بايمان وألكسندر بالمر، أظهر الهجوم تراجع منظمة التحرير الفلسطينية وصعود حماس كمركز قوة في السياسة الفلسطينية. وتوقعوا المزيد من تراجع منظمة التحرير الفلسطينية إذا استمر الوضع الراهن. كتب ليث العجلوني أن التأثير الفوري لهجوم حماس هو توحيد حماس ومنظمة التحرير الفلسطينية. ومع ذلك، فقد يؤدي ذلك قريبًا إلى صراع بينهما، مما قد يؤدي إلى فقدان منظمة التحرير الفلسطينية السيطرة على الوضع الأمني في الضفة الغربية، إذا بدأت المزيد من الجماعات المسلحة هناك في شن هجمات مستقلة.
ومع الاهتمام العالمي بحماس، كتب إميل حكيم أن تركيا وقطر، اللتين تتمتعان بعلاقات مميزة مع حماس، قد تتهمان بالإفراط في تدليل حماس وتشويههما بسبب الارتباط بهما. ومع ذلك، في 13 أكتوبر/تشرين الأول، صرح وزير الخارجية أنتوني بلينكن في مؤتمر صحفي مشترك مع رئيس الوزراء القطري ووزير الخارجية محمد آل ثاني أن الولايات المتحدة "تعمل بشكل مكثف" مع الدولة الخليجية لتأمين الرهائن، وأعرب عن الامتنان "للأهمية الملحة التي توليها قطر لهذا الجهد".
وبحلول يناير/كانون الثاني 2024، واجهت السلطة الوطنية الفلسطينية أزمة سياسية واقتصادية حادة، بعد أن أنهت الحكومة الإسرائيلية تحويل عائدات الضرائب إلى الضفة الغربية. وتقوم إسرائيل عادة بجمع الضرائب الفلسطينية ومن ثم تسليمها إلى السلطة الفلسطينية.

#### شعبية حماس
قبل الحرب، كانت حماس لا تحظى بشعبية كبيرة في غزة، حيث ذكر 52% من الفلسطينيين أنهم لا يثقون على الإطلاق في المنظمة. وكانت حماس أقل شعبية في الضفة الغربية، حيث لم يتجاوز تأييدها حوالي 12%. وفقًا لاستطلاع شمل 668 مشاركًا أجرته شركة الأبحاث الفلسطينية أوراد في بداية نوفمبر 2023، أيد 47 بالمائة من سكان غزة بقوة هجوم 7 أكتوبر. وقالت الأغلبية الساحقة من الفلسطينيين في غزة والضفة الغربية إنهم لن ينسوا أو يغفروا أبدا سلوك إسرائيل في غزة خلال الحرب. ووجد استطلاع آخر صدر في 13 ديسمبر أن 57% من المشاركين في قطاع غزة و82% في الضفة الغربية يعتقدون أن حماس كانت على حق في شن هجوم 7 أكتوبر، بينما قال 10% فقط أنهم يعتقدون أن حماس كانت خاطئة بهجومها. كما وجد الاستطلاع أن ما يقرب من 60% من المشاركين في الأراضي الفلسطينية يوافقون على حل السلطة الفلسطينية، بينما يؤيد 88% استقالة الرئيس محمود عباس. رداً على مقطع فيديو انتقادي على مواقع التواصل الاجتماعي، أصدرت حركة حماس بياناً عاماً تحذر فيه من نشر "أي صور أو مقاطع فيديو أو مواد تسيء إلى صورة صمود ووحدة شعبنا في غزة".

#### تدمير البنية الأساسية
لقد وصل الدمار الشامل والخراب الناجم عن الصراع إلى مستويات غير مسبوقة. ويشير التقرير إلى أنه بحلول شهر نوفمبر/تشرين الثاني، تضررت أو دمرت بالكامل حوالي 60% من البنية الأساسية لتكنولوجيا المعلومات والاتصالات، وأكثر من 60% من المرافق الصحية والتعليمية، و70% من البنية الأساسية المرتبطة بالتجارة في غزة. وتشير التقديرات إلى أن أكثر من 800 مدرسة تعرضت للقصف أو التدمير حتى الشهر الخامس من الحرب.

#### المخاطر في الإغاثة
لقد أدى الصراع إلى تعطيل عمليات سيارات الإسعاف والمسعفين التابعين لجمعية الهلال الأحمر الفلسطيني، مما أثر على قدرتهم على تقديم المساعدات الطبية الأساسية والرعاية الطارئة. وكثيراً ما يضطر أفراد الهلال الأحمر (بما في ذلك المسعفون وسائقو سيارات الإسعاف والمستجيبون الأوائل) إلى تعريض حياتهم للخطر لمساعدة الناجين من الغارات الجوية الإسرائيلية. وقد اشتدت العقبات التي يواجهونها بسبب الأضرار الكبيرة التي لحقت بالبنية التحتية.

### تفشي المرض

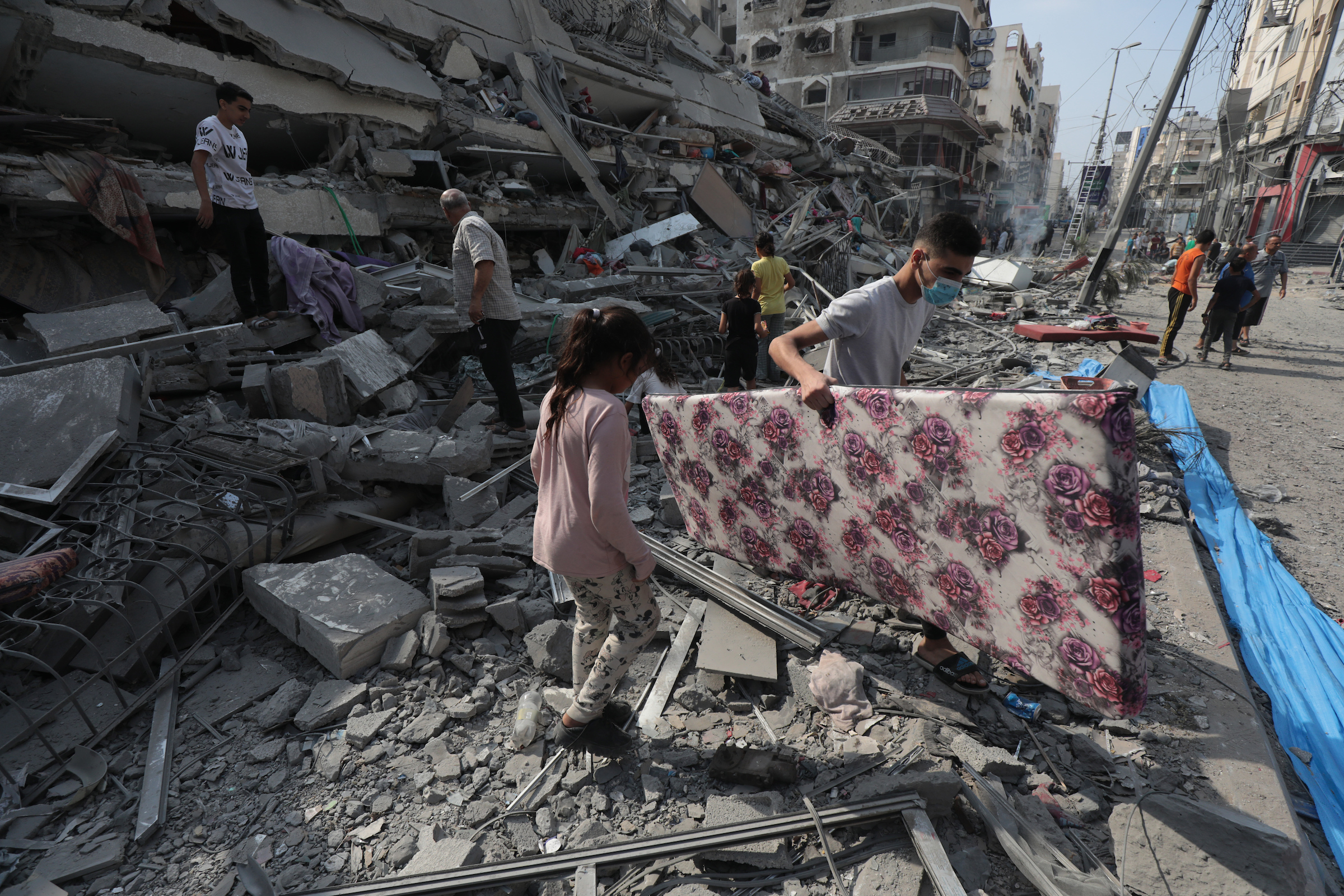
مواطنون يتفقدون أنقاض شقة دمرتها الغارات الجوية الإسرائيلية

في 16 أكتوبر، حذر الأطباء من تفشي المرض الوشيك بسبب اكتظاظ المستشفيات وأيضًا بسبب عدم دفن الجثث. بحسب منظمة الصحة العالمية، لم يتبق سوى "24 ساعة من الماء والكهرباء والوقود" قبل وقوع "الكارثة الحقيقية". في 18 أكتوبر/تشرين الأول، استخدمت الولايات المتحدة حق النقض (الفيتو) ضد قرار للأمم المتحدة يدعو إلى تقديم المساعدات الإنسانية إلى غزة. وذكرت منظمة الصحة العالمية أن الوضع في غزة "يخرج عن نطاق السيطرة".
الوضع الإنساني في فلسطين (غزة) يعتبر "أزمة" و"كارثة". ونتيجة للحصار الإسرائيلي، تواجه المدينة نقصاً في المواد مثل الأدوية والغذاء والوقود والمياه والإمدادات الطبية. وقال مارتن غريفيث، منسق المساعدات الإنسانية في الأمم المتحدة، إن "الخناق يضيق على السكان المدنيين في غزة". في 13 أكتوبر، قال مفوض الأونروا فيليب لازاريني : "إن حجم وسرعة الأزمة الإنسانية التي تتكشف، تقشعر لها الأبدان".
وفي مختلف أنحاء غزة، تعرضت المستشفيات والعيادات للأضرار والدمار بسبب الحرب بين إسرائيل وحماس. و أدى نقص الوقود اللازم لتحلية المياه إلى حرمان 95% من سكان غزة من الوصول إلى المياه الصالحة للشرب، مما يزيد من خطر الإصابة بأمراض مثل الكوليرا.
ويتفاقم الوضع في غزة سوءاً، مما يؤدي إلى انتشار الأمراض بسبب نقص المياه النظيفة وعدم كفاية مرافق الصرف الصحي. ووفقا للأمم المتحدة، يواجه سكان غزة نقصا في المياه ومواد النظافة، مما يؤثر سلبا على رفاههم وصحتهم البدنية بشكل عام. بالإضافة إلى ذلك، فإن تراكم النفايات الصلبة في الأماكن العامة والمستشفيات وملاجئ النازحين وغيرها من المواقع يشكل مصدر قلق كبير لأنه يشكل مخاطر كبيرة على الصحة العامة. وتؤدي النفايات غير المجمعة، والتي تصل إلى عشرات الآلاف من الأطنان، إلى تفاقم هذه المخاطر.

#### مجاعة
أدت الحرب إلى حدوث مجاعة في قطاع غزة، نتيجة للغارات الجوية الإسرائيلية والحصار المستمر الذي تفرضه إسرائيل على قطاع غزة، والذي يتضمن قيودًا على المساعدات الإنسانية. ودمرت الغارات الجوية البنية التحتية الغذائية، مثل المخابز والمطاحن ومخازن المواد الغذائية، وهناك ندرة واسعة النطاق في الإمدادات الأساسية بسبب حصار المساعدات. وقد تسبب ذلك في مجاعة أكثر من نصف مليون من سكان غزة وهو جزء من أزمة إنسانية واسعة في القطاع. ووصفت أنها "أكبر عدد من الأشخاص الذين يواجهون جوعًا كارثيًا" سُجل على الإطلاق وفقاً لمقياس التصنيف الدولي للأمن الغذائي، ومن المتوقع أن تكون أشد مجاعة بشرية منذ الحرب العالمية الثانية.
صنف التصنيف المرحلي المتكامل للأمن الغذائي (IPC) مؤخرًا الوضع الحالي في فلسطين (غزة) على أنه أعلى مستوى من انعدام الأمن الغذائي سُجل تاريخياً. ومع مواجهة 53% من السكان، أي ما يعادل 1.17 مليون فرد، مستويات الطوارئ، تشهد المنطقة معدلات مثيرة للقلق من سوء التغذية وفقدان الأرواح؛ ونظراً للظروف الأمنية السائدة، أصبح توفير استجابة إنسانية كبيرة أمراً صعباً للغاية.

### الرياضة

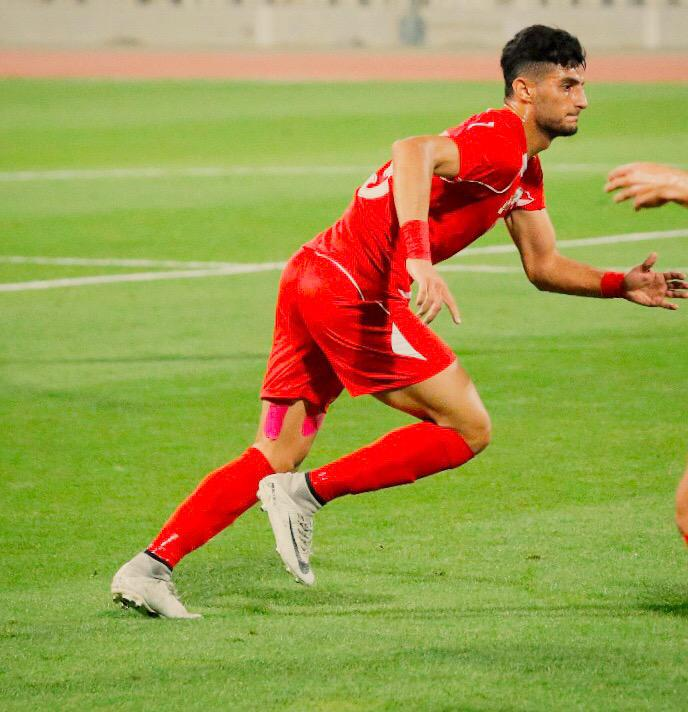
واستشهد لاعب المنتخب الفلسطيني محمد بلح في 11 أكتوبر/تشرين الأول، وسط قصف إسرائيلي عنيف على قطاع غزة

وبحلول كانون الأول/ديسمبر 2023، قُتل ما لا يقل عن 85 رياضيًا فلسطينيًا، 55 منهم من لاعبي كرة القدم، في الهجمات الإسرائيلية، منهم 18 طفلاً و37 مراهقًا. بالإضافة إلى ذلك، أحصى الاتحاد الفلسطيني لكرة القدم 24 مديرًا وطاقمًا فنيًا قتلوا. وكان من بين الضحايا هاني المصري، لاعب كرة قدم سابق والمدير التنفيذي للمنتخب الفلسطيني الأولمبي. وقتلت قوات الاحتلال الإسرائيلي لاعب كرة القدم أحمد دراغمة (23 عاما) في الضفة الغربية. وقدمه موقع كرة القدم العربي الشهير كووورة كأفضل هدافي هذا الفريق برصيد 6 أهداف هذا الموسم. كما قتلت إسرائيل هاني المصدر، مدرب المنتخب الفلسطيني الأولمبي لكرة القدم، والمعروف في فلسطين باسم أبو العبد.

### حكومة نتنياهو

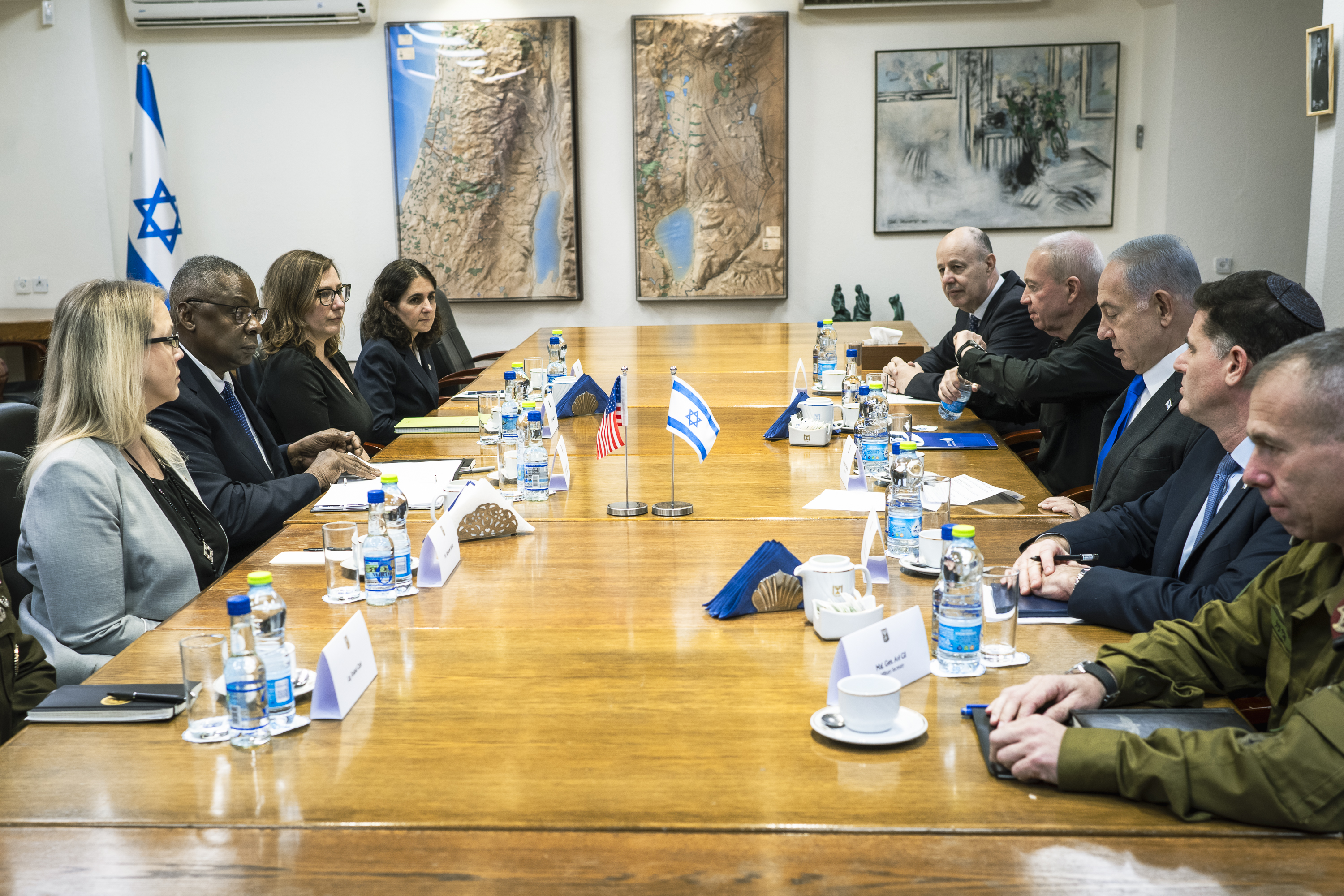
رئيس الوزراء الإسرائيلي بنيامين نتنياهو ووزير الدفاع يوآف غالانت مع وزير الدفاع الأمريكي لويد أوستن في تل أبيب، إسرائيل، 13 أكتوبر 2023

قال أميت سيغال، كبير المعلقين السياسيين في القناة 12 الإسرائيلية، إن الصراع سيختبر بقاء بنيامين نتنياهو كرئيس للوزراء، مشيرًا إلى أن الحروب الماضية أطاحت بحكومات العديد من أسلافه مثل حكومة غولدا مئير بعد حرب أكتوبر عام 1973. ومناحيم بيغن بعد حرب لبنان عام 1982، وإيهود أولمرت بعد حرب لبنان عام 2006. قبل تشكيل حكومة وحدة طارئة في 11 أكتوبر، وصفت صحيفة بوليتيكو الخطوة المحتملة آنذاك بأنها فرصة لنتنياهو لتصحيح مساره وإنقاذ مستقبله السياسي. نقلاً عن فشل المخابرات الإسرائيلية، الذي نسبه بعض المراقبين إلى تركيز الحكومة الحالية بشكل أكبر على المعارضة الداخلية، والإصلاح القضائي، والجهود المبذولة لتعميق الاحتلال الإسرائيلي للأراضي الفلسطينية. انتقد بعض المعلقين نتنياهو لتجاهل منظمة التحرير الفلسطينية ودعم حماس،  ووصفوه بأنه عبء. وصف الصحفي السياسي بيتر بومونت الهجوم بأنه "فشل استخباراتي لا مثيل له" من جانب الحكومة الإسرائيلية. واعتبرته صحيفة جيويش نيوز سينديكيت "فشلًا في الخيال". وقالت مصادر في حماس والمؤسسة العسكرية الإسرائيلية لرويترز إن الهجوم كان تتويجا لحملة استمرت سنوات من قبل حماس لخداع إسرائيل وإيهامها بأن المجموعة مهتمة في المقام الأول بالقضايا الاقتصادية والحوكمة بدلاً من القتال. وقال عقيد في جيش الدفاع الإسرائيلي لميدل إيست آي إن وحدات الاستخبارات اكتشفت أنشطة تدريب حماس لكنها أخطأت في تقدير نواياها؛ فقد قدروا أن هذه الأنشطة ستستخدم في سلسلة من الهجمات المنفصلة، وليس في هجوم كبير مشترك. وقال أمير أفيفي، نائب قائد فرقة غزة في جيش الاحتلال الإسرائيلي السابق، لصحيفة فاينانشال تايمز إن الهجوم كان "فشلاً لا يقل عن حرب يوم الغفران".
وصف الصحفي السياسي بيتر بومونت الهجوم بأنه "فشل استخباراتي على مر العصور" من جانب الحكومة الإسرائيلية. واعتبرته نقابة الأخبار اليهودية "فشلًا في الخيال". وأشار تقرير لهيئة الإذاعة البريطانية عن الفشل الاستخباراتي إلى أنه "لا بد أنه تطلب مستويات غير عادية من الأمن العملياتي من قبل حماس". أعرب المسؤولون الأمريكيون عن صدمتهم من الطريقة التي بدت بها المخابرات الإسرائيلية غير مدركة لأي استعدادات من قبل حماس. قال عقيد في جيش الاحتلال الإسرائيلي لميدل إيست آي إن وحدات الاستخبارات اكتشفت أنشطة تدريب حماس لكنها أخطأت في تقدير نواياها؛ لقد قدروا أن هذه الأنشطة ستستخدم في سلسلة من الهجمات المنفصلة، وليس في هجوم كبير مشترك. قال أمير أفيفي، نائب قائد فرقة غزة في جيش الاحتلال الإسرائيلي السابق، لصحيفة فاينانشال تايمز إنه كان "فشلًا لا يقل عن حرب يوم الغفران". قال يعقوب أميدرور، مستشار الأمن القومي السابق لنتنياهو، إن الهجوم أثبت أن قدراتهم الاستخباراتية في غزة "لم تكن جيدة". صرح مسؤول استخباراتي مصري لم يُذكر اسمه لوكالة أسوشيتد برس أن "[مصر] حذرتهم من أن انفجار الوضع قادم، وقريبًا جدًا، وسيكون كبيرًا. لكنهم قللوا من شأن مثل هذه التحذيرات". وقد أكد هذه القصة مايكل ماكول، رئيس لجنة العلاقات الخارجية بمجلس النواب الأمريكي، الذي قال إن التحذيرات صدرت قبل ثلاثة أيام من الهجوم.
في 11 أكتوبر، ذكرت Ynet أن مدير المخابرات العامة المصرية، عباس كامل، أجرى مكالمة هاتفية شخصية مع نتنياهو قبل عشرة أيام من الهجوم الأولي محذرًا من أنه من المتوقع أن يقوم أفراد في غزة "بشيء غير عادي، عملية مروعة". وصف نتنياهو التقارير بأنها "كاذبة تمامًا" و"أخبار كاذبة". وقال يعقوب أميدرور، مستشار الأمن القومي السابق لنتنياهو، إن الهجوم أثبت أن قدراتهم الاستخباراتية في غزة "ليست جيدة". صرح مسؤول استخباراتي مصري لم يُذكر اسمه لوكالة أسوشيتد برس أن "[مصر] حذرتهم من أن انفجار الوضع قادم، وقريبًا جدًا، وسيكون كبيرًا. لكنهم قللوا من شأن مثل هذه التحذيرات". أعرب رئيس MI6 السابق السير أليكس يانغر عن رأيه بأن مقاتلي حماس تمكنوا من تنفيذ هجومهم بسبب "الرضا المؤسسي" في إسرائيل. أدى اندلاع الحرب إلى زيادة كراهية نتنياهو والحكومة من قبل المواطنين الإسرائيليين بسبب فشل القيادة في هذه القضية، مع زيادة الدعوات لاستقالة نتنياهو. أظهر استطلاع للرأي أن 56٪ من الإسرائيليين يعتقدون أن نتنياهو يجب أن يستقيل بعد الصراع، حيث حمل 86٪ من المستجيبين قيادة البلاد المسؤولية عن الإخفاقات الأمنية التي أدت إلى الهجوم المفاجئ. بحلول 14 نوفمبر، قدر استطلاع للرأي أجرته جامعة بار إيلان أن أقل من 4٪ من الإسرائيليين اليهود يثقون في نتنياهو لتقديم معلومات دقيقة عن الحرب. حتى 12 أكتوبر، فشل نتنياهو في الاعتذار أو تحمل المسؤولية عن فشل حكومته. خضعت حكومة نتنياهو للتدقيق، حيث صرح وزير الخارجية الأردني أيمن الصفدي، "قد يكون رئيس الوزراء الإسرائيلي يستفز عمدًا مواجهات على جبهات أخرى، وخاصة مع لبنان وأجزاء أخرى من المنطقة، لتأخير الحساب السياسي الذي سيتعين عليه مواجهته". أدى عدم قدرة الإسرائيليين على العودة إلى المستوطنات والمنازل في شمال البلاد بسبب الصراع مع حزب الله إلى تصريح أنتوني بلينكين بأن إسرائيل "فقدت السيادة فعليًا في الربع الشمالي من بلادها". أدى اندلاع الحرب إلى زيادة كراهية نتنياهو والحكومة من قبل المواطنين الإسرائيليين بسبب الفشل الملحوظ للقيادة في هذه القضية،   مع زيادة الدعوات لاستقالة نتنياهو. أظهر استطلاع للرأي أن 56% من الإسرائيليين يعتقدون أن نتنياهو يجب أن يستقيل بعد الصراع، حيث حمل 86% من المستجيبين قيادة البلاد المسؤولية عن الإخفاقات الأمنية التي أدت إلى الهجوم المفاجئ.  وبحلول 14 نوفمبر، قدر استطلاع للرأي أجرته جامعة بار إيلان أن أقل من 4% من الإسرائيليين اليهود يثقون في قدرة نتنياهو على تقديم معلومات دقيقة عن الحرب.
```
وحتى 12 أكتوبر، فشل نتنياهو في الاعتذار أو تحمل المسؤولية عن فشل حكومته.
[
90
]
[
91
]
 خضعت حكومة نتنياهو للتدقيق، حيث صرح وزير الخارجية الأردني أيمن الصفدي، "قد يكون رئيس الوزراء الإسرائيلي يستفز عمدًا مواجهات على جبهات أخرى، وخاصة مع لبنان وأجزاء أخرى من المنطقة، لتأخير الحساب السياسي الذي سيتعين عليه مواجهته".
[
92
]
 أدى عدم قدرة الإسرائيليين على العودة إلى المستوطنات والمنازل في شمال البلاد بسبب الصراع مع حزب الله إلى تصريح أنتوني بلينكين بأن إسرائيل "فقدت السيادة فعليًا في الربع الشمالي من بلادها".
[
93
]
 في أغسطس 2024، حذر الجنرال الإسرائيلي السابق إسحاق بريك من أن إسرائيل قد تنهار في غضون عام إذا استمرت حروبها في غزة ولبنان.
[
94
]
```

### الأطفال

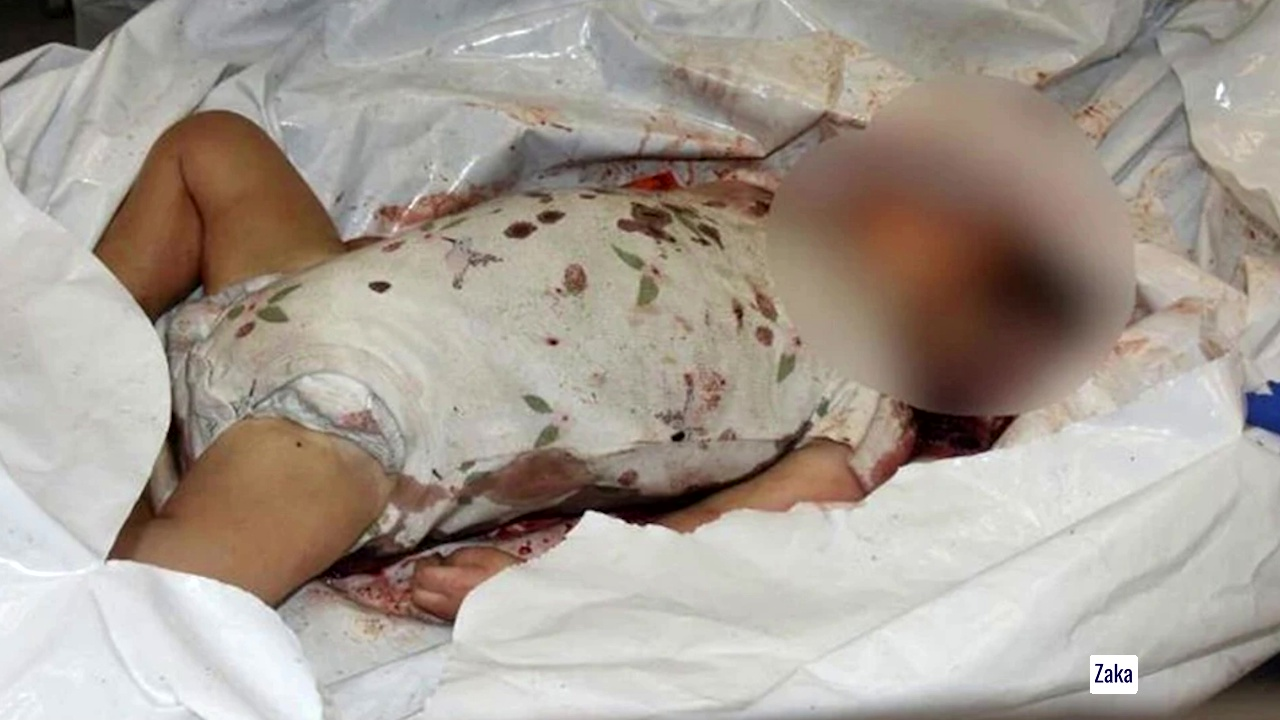
أحد ضحايا مجزرة كفار عزة

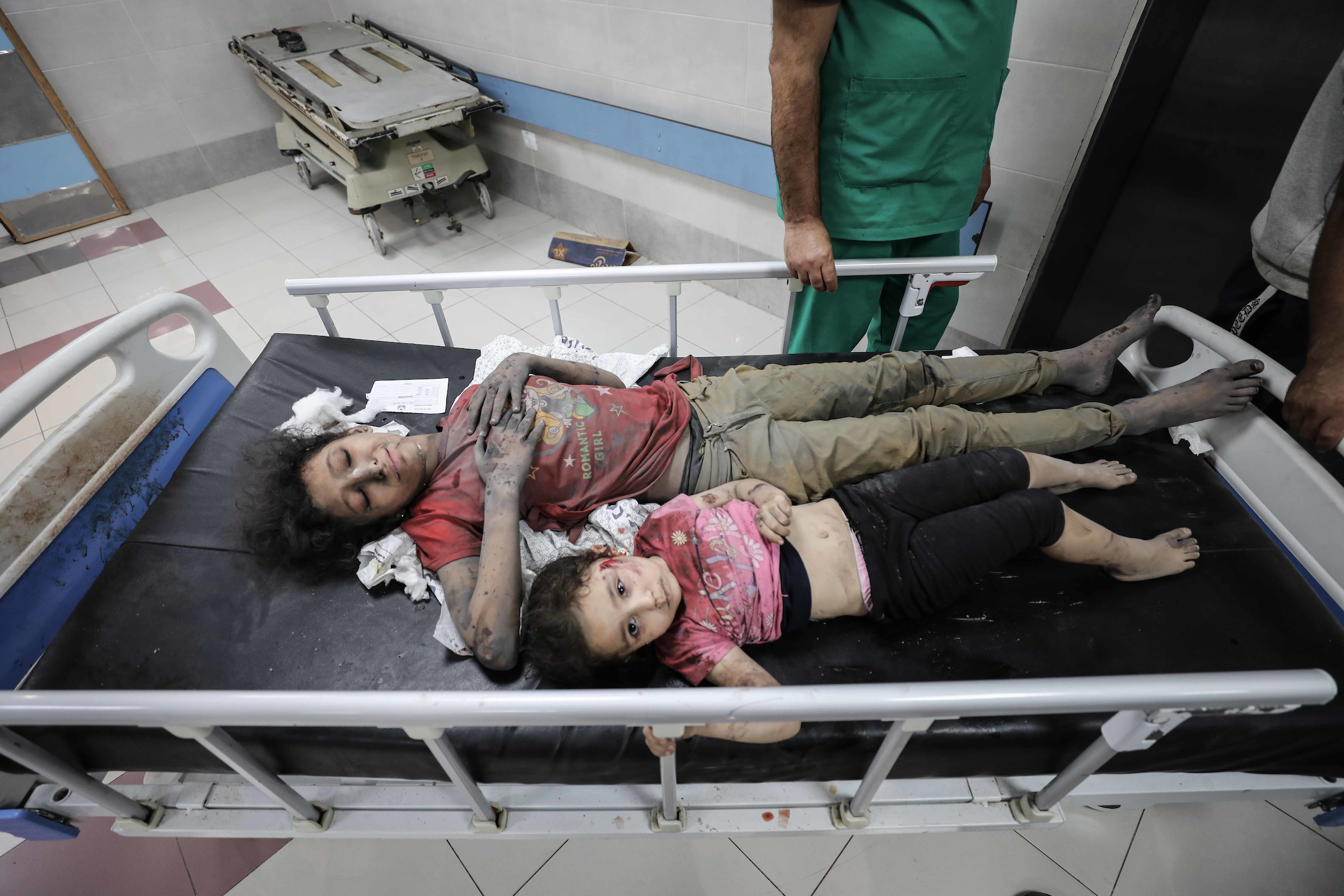
جرحى فلسطينيون ينتظرون العلاج في قسم الطوارئ المكتظ بمستشفى الشفاء في مدينة غزة

تأثر الأطفال بشكل غير متناسب بالهجوم الإسرائيلي على غزة.
في 13 نوفمبر، ذكرت اليونيسيف أن أكثر من 700000 طفل في غزة نزحوا. ذكرت جمعية الهلال الأحمر الفلسطيني أن الأطفال النازحين يعانون بسبب انقطاع التيار الكهربائي، ونقص الضروريات الأساسية، و"مشاهد الألم والخوف".  قامت كاثرين إم. راسل، المديرة التنفيذية لليونيسيف، بجولة في غزة في 15 نوفمبر، وذكرت أن العديد من الأطفال دفنوا تحت الأنقاض ويفتقرون إلى الرعاية الطبية. صرح الدكتور أحمد الفرا، رئيس قسم طب الأطفال في مجمع ناصر الطبي في خان يونس، أنه بسبب نقص المياه النظيفة، كان يشهد "أخطر وباء لالتهاب المعدة والأمعاء" بين الأطفال الذين رآهم على الإطلاق. صرح المتحدث باسم اليونيسيف توبي فريكر، "لا يوجد مكان آمن للأطفال في أي مكان عبر القطاع الآن". أبلغت منظمة إنقاذ الطفولة عن علامات خطيرة على مشاكل الصحة العقلية بين الأطفال في غزة. لا يخرج الأطفال الذين يتحملون أهوال الحرب سالمين، وغالبًا ما يعانون من عواقب نفسية وعاطفية وسلوكية شديدة. ومن بين هذه العواقب، يُظهر بعض الأطفال علامات القلق أو التراجع أو حتى الانخراط في سلوك عنيف. خلال شهر أكتوبر، لقي عدد أكبر من الأطفال حتفهم في غزة مقارنة بالإجمالي الإجمالي للأطفال الذين فقدوا في جميع النزاعات الأخرى سنويًا منذ عام 2019. دفعت هذه الإحصائية المزعجة الأمين العام للأمم المتحدة أنطونيو غوتيريش إلى وصف غزة بأنها "مقبرة للأطفال." تأثر الأطفال بشكل غير متناسب بالهجوم الإسرائيلي على غزة. في 13 نوفمبر، ذكرت اليونيسيف أن أكثر من 700000 طفل في غزة نزحوا. ذكرت جمعية الهلال الأحمر الفلسطيني أن الأطفال النازحين يعانون بسبب انقطاع التيار الكهربائي، ونقص الضروريات الأساسية، و"مشاهد الألم والخوف".
قامت كاثرين إم. راسل، المديرة التنفيذية لليونيسيف، بجولة في غزة في 15 نوفمبر، وذكرت أن العديد من الأطفال دفنوا تحت الأنقاض ويفتقرون إلى الرعاية الطبية. صرح الدكتور أحمد الفرا، رئيس قسم طب الأطفال في مجمع ناصر الطبي في خان يونس، أنه بسبب نقص المياه النظيفة، كان يشهد "أخطر وباء لالتهاب المعدة والأمعاء" بين الأطفال الذين رآهم على الإطلاق. صرح المتحدث باسم اليونيسيف توبي فريكر، "لا يوجد مكان آمن للأطفال في أي مكان عبر القطاع الآن". أبلغت منظمة إنقاذ الطفولة عن علامات خطيرة على مشاكل الصحة العقلية بين الأطفال في غزة. إن الأطفال الذين يتحملون أهوال الحرب لا يخرجون سالمين من هذه الحرب، وغالبًا ما يعانون من عواقب نفسية وعاطفية وسلوكية شديدة. ومن بين هذه العواقب، يُظهر بعض الأطفال علامات القلق أو التراجع أو حتى الانخراط في سلوك عنيف. وخلال شهر أكتوبر، لقي عدد أكبر من الأطفال حتفهم في غزة مقارنة بالإجمالي الإجمالي للأطفال الذين فقدوا حياتهم في جميع النزاعات الأخرى سنويًا منذ عام 2019. وقد دفعت هذه الإحصائية المزعجة الأمين العام للأمم المتحدة أنطونيو غوتيريش إلى وصف غزة بأنها "مقبرة للأطفال".

### التأثيرات على العمال
وذكر البنك الدولي أن ما يقرب من 85% من القوى العاملة في غزة عاطلون عن العمل حاليًا، مما يؤدي إلى تباطؤ كبير في الاقتصاد. وتعمل المنطقة بنسبة 16% فقط من طاقتها الكاملة، مما يؤدي إلى ما وصفه البنك الدولي بـ"الانكماش الاقتصادي الحاد".

### تدمير البنية التحتية
لقد بلغ الدمار الشامل والخراب الناجم عن الصراع مستويات غير مسبوقة. ويشير التقرير إلى أنه بحلول شهر نوفمبر/تشرين الثاني، تضررت أو دمرت بالكامل حوالي 60% من البنية الأساسية لتكنولوجيا المعلومات والاتصالات، وأكثر من 60% من المرافق الصحية والتعليمية، و70% من البنية الأساسية المرتبطة بالتجارة في غزة. وتشير التقديرات إلى أن أكثر من 800 مدرسة تعرضت للقصف أو التدمير حتى الشهر الخامس من الحرب.

## التأثير الدبلوماسي
أدى الصراع بين إسرائيل وحماس إلى أزمة دبلوماسية كبيرة، مما دفع إلى ردود فعل قوية من العديد من الدول على مستوى العالم، مما أثر بدوره على ديناميكيات العلاقات الإقليمية. اتخذت تسع دول على الأقل القرار القاسي باستدعاء سفرائها وقطع العلاقات الدبلوماسية مع إسرائيل.
في مناقشة مع صحيفة فاينانشال تايمز، صرح مارك ميلي، رئيس هيئة الأركان المشتركة الأمريكية السابق، أن إسرائيل تتكبد تكلفة استراتيجية كبيرة بسبب الحرب، وخاصة فيما يتعلق بانخفاض الدعم الدولي. في مقال رأي لصحيفة نيويورك تايمز، أعرب توماس فريدمان عن ملاحظته بأن سمعة إسرائيل تتدهور بوتيرة متسارعة بين الدول الحليفة لها.

### قطع العلاقات الدبلوماسية واستدعاؤها
لقد استدعت عدة دول سفراءها من إسرائيل أو قطعت العلاقات الدبلوماسية معها بالكامل. ويشمل ذلك الأردن والبحرين وتركيا وكولومبيا وهندوراس وتشيلي وبليز وجنوب أفريقيا وتشاد. وقد جاءت هذه الإجراءات نتيجة للصراع الإسرائيلي المستمر مع حماس، حيث أعربت الدول عن مخاوف إنسانية بشأن تفاقم الوضع.

#### البرازيل
أدان الرئيس لويس إيناسيو لولا دا سيلفا تصرفات إسرائيل في قطاع غزة، ووصفها بأنها "جنون" رئيس الوزراء بنيامين نتنياهو.

#### بوليفيا
في فترة ما بعد الظهر من يوم 31 أكتوبر/تشرين الأول، شنت إسرائيل غارة جوية على مخيم جباليا للاجئين، وأنهت بوليفيا جميع العلاقات الدبلوماسية مع إسرائيل، مشيرة إلى جرائم حرب مزعومة وانتهاكات لحقوق الإنسان في قطاع غزة كأسباب لقرارها.

#### البحرين
وفي الثاني من نوفمبر/تشرين الثاني، أعلن مجلس النواب البحريني تعليق العلاقات الدبلوماسية والاقتصادية، مؤكداً على "موقف ثابت وتاريخي يدافع عن القضية الفلسطينية والمطالبات المشروعة للشعب الفلسطيني". وردت إسرائيل بالقول إنها لم تكن على علم بهذا القرار مسبقاً.

#### تركيا
في 4 نوفمبر، استدعت تركيا سفيرها من إسرائيل ردًا على الأزمة الإنسانية الناجمة عن الهجمات الإسرائيلية المستمرة على المدنيين في غزة. أعلن الرئيس التركي رجب طيب أردوغان وقفًا كاملاً للاتصالات مع رئيس الوزراء الإسرائيلي بنيامين نتنياهو.

#### ماليزيا
اختار رئيس الوزراء أنور إبراهيم، في مواجهة الضغوط المزعومة من الدول الغربية، عدم إدانة حماس، مما يسلط الضوء على العلاقات التاريخية بين ماليزيا والمنظمة. بالإضافة إلى ذلك، أدلت ماليزيا بصوتها ضد قرار إدانة حماس في الأمم المتحدة. ومؤخرًا، نفذت ماليزيا حظرًا على رسو السفن المملوكة لإسرائيل والتي ترفع العلم الإسرائيلي، وكذلك السفن المتجهة إلى إسرائيل، في موانئها.

#### مصر
تواجه مصر، وهي دولة تواجه تحديات اقتصادية، صعوبات إضافية بسبب الصراع المستمر بالقرب من قطاع غزة. ومن المحتمل أن يؤثر هذا الوضع سلبًا على صناعة السياحة وإعاقة استيراد الغاز الطبيعي، وبالتالي ممارسة الضغط على الاستقرار الاقتصادي في مصر. تتزامن الحرب الدائرة في فلسطين (غزة)، التي تدور على طول حدود مصر مع شبه جزيرة سيناء، مع العمليات العسكرية الروسية في أوكرانيا والتداعيات العالمية لجائحة فيروس كورونا، وكلاهما سلط الضوء على الهشاشة داخل الاقتصاد المصري.
من المتوقع أن تؤثر التطورات الأخيرة في غزة والأزمة المستمرة في منطقة البحر الأحمر سلبًا على عائدات السياحة. وتتوقع وكالة ستاندرد آند بورز العالمية للتصنيف الائتماني انخفاضًا بنسبة 10 إلى 30 في المائة في دخل السياحة في مصر مقارنة بالعام السابق، مما قد يؤدي إلى انخفاض احتياطيات النقد الأجنبي بنسبة 4 إلى 11 في المائة وانكماش الناتج المحلي الإجمالي. منذ نوفمبر، كانت مصر تكافح التداعيات الاقتصادية الناجمة عن الضربات الصاروخية والطائرات بدون طيار التي قادها الحوثيون على السفن التجارية في البحر الأحمر، وهي الإجراءات المتخذة ردًا على الصراع في غزة. ونتيجة لذلك، اختارت العديد من شركات الشحن إعادة توجيه سفنها حول رأس الرجاء الصالح، وتجنب طريق التجارة الأكثر مباشرة من آسيا إلى أوروبا عبر قناة السويس. وقد أثر هذا التحول بشكل كبير على إيرادات مصر من قناة السويس، والتي سجلت 9.4 مليار دولار للعام المالي 2022-2023. والجدير بالذكر أن إيرادات قناة السويس انخفضت بنسبة 40% خلال أول 11 يومًا من هذا العام مقارنة بنفس الفترة من العام الماضي.

#### الصين
تحصل الصين على خمسين بالمائة من وارداتها النفطية من الخليج العربي؛ ومع ذلك، تواجه الأمة حاليًا تحديات كبيرة بسبب التباطؤ في قطاع العقارات وتشهد أبطأ نمو اقتصادي لها منذ ما يقرب من ثلاثين عامًا.
في 25 ديسمبر، أشارت مرافق التصنيع المتقدمة في إسرائيل إلى صعوبات في الحصول على الواردات الإلكترونية من الصين، وعزت هذه المشكلات إلى العقبات البيروقراطية الأخيرة. وقد أدى هذا الوضع إلى زيادة نفقات الاستيراد وإطالة جداول التسليم. بالإضافة إلى ذلك، أشارت السلطات الإسرائيلية إلى أن الصين رفضت إرسال عمال إلى إسرائيل وسط الصراع المستمر، مما أدى إلى تفاقم نقص العمالة في صناعات البناء والزراعة في البلاد. وقد وُصفت هذه التدابير التي اتخذتها الصين بأنها شكل من أشكال العقوبة الضمنية.

### لبنان
توقفت تجارة الزيتون في جنوب لبنان، وهي مصدر رزق حيوي للعديد من الأفراد، حيث توقف المزارعون عن حصادهم بسبب المخاوف بشأن القصف المستمر. وأفاد وزير الزراعة عباس الحاج حسن أن ما يقرب من 40 ألف شجرة زيتون دمرت بسبب الحرائق التي أشعلتها قصف قوات الدفاع الإسرائيلية.
وتوقع معهد التمويل الدولي انخفاضًا محتملًا بنسبة واحد في المائة في الناتج المحلي الإجمالي في لبنان بحلول نهاية العام، مع انخفاض محتمل بنسبة 30 في المائة في عام 2024 إذا تصاعد الصراع أكثر.

### أزمة المياه
أدت الأضرار الجسيمة التي لحقت بإمدادات المياه إلى عواقب وخيمة على النظافة والصرف الصحي للسكان، حيث أصبحت غير صالحة للعمل. وقد أجبر ذلك الأفراد على استخدام مصادر المياه الملوثة، مما يزيد من خطر الإصابة بالأمراض المنقولة عن طريق المياه مثل الكوليرا والدوسنتاريا والتيفوئيد.

### الإخلاء المحلي
وقد اضطر أكثر من ثلاثة أرباع سكان غزة إلى إخلاء مساكنهم في ظل ظروف محفوفة بالمخاطر وخطيرة. وما يقرب من نصف مليون من هؤلاء النازحين ليس لديهم مكان إقامة يعودون إليه. يقيم العديد من الأفراد حاليًا في ملاجئ مؤقتة، أو في مركبات، أو حتى في الهواء الطلق، ويبحثون بشكل محموم عن أي ورق مقوى متاح لحماية أنفسهم من الطقس. في الحادي والعشرين من ديسمبر/كانون الأول، ذكرت صحيفة وول ستريت جورنال أن "الانتقادات الهادئة بدأت تنتشر" ضد حماس منذ السابع من أكتوبر/تشرين الأول، حيث "يلوم سكان غزة المسلحين على استفزاز غضب إسرائيل وعجزهم عن حماية السكان من حرب مدمرة وأزمة إنسانية تتفاقم يوما بعد يوم". وقالت الصحيفة إن مثل هذه المعارضة من غير المرجح أن تخرج إلى العلن، ولكن "المعارضة المتصاعدة تثير تساؤلات حول سيطرة المجموعة على القطاع في الأمد البعيد".

### الانهيار المجتمعي
أدى الصراع بين إسرائيل وحماس إلى انهيار الهياكل المجتمعية والمؤسسية في قطاع غزة بسبب الهجمات العسكرية المستمرة التي تشنها قوات الإحتلال الإسرائيلية على وكالات إنفاذ القانون الفلسطينية. وأدى ذلك، إلى جانب النقص الحاد في الإمدادات الأساسية الناجم عن الصراع والحصار، إلى انتشار المجاعة. وأفادت مفوضة الأمم المتحدة السامية لحقوق الإنسان عن تزايد حالات الخروج على القانون، بما في ذلك أعمال النهب والقتل غير القانوني والهجمات على الشرطة المحلية والعاملين في المجال الإنساني. وأرجع ممثل المفوضية السامية لحقوق الإنسان في غزة والضفة الغربية، أجيث سونغاي، تزايد حالة الفوضى إلى قيام إسرائيل بتعطيل الجهود المحلية للحفاظ على النظام العام في غزة. كما وثقت الوكالة حوادث غوغاء وابتزاز والنزاعات الأسرية والعنف العشوائي وشباب مسلحين يحرسون المتاريس. بالإضافة إلى ذلك، أدت الغارات على قوافل المساعدات الإنسانية من قبل المواطنين اليائسين أو اللصوص إلى تعقيد جهود الإغاثة وتفاقم أزمة المجاعة الحالية ونقص الضروريات الأساسية.

## التأثيرات الاقتصادية

### الاقتصاد العالمي
إن الصراع المستمر يشكل خطرًا يتمثل في دفع الاقتصاد العالمي إلى الركود. وقد تؤدي الحرب إلى عواقب وخيمة على البيئة الاقتصادية في أوروبا، مما يؤثر عليها من خلال انخفاض التجارة الإقليمية، واللوائح المالية الأكثر صرامة، وزيادة أسعار الطاقة، وانخفاض ثقة المستهلك. والطريقة الأكثر أهمية وأهمية التي يمكن أن يؤثر بها هذا الضغط على الاقتصاد الأوروبي هي من خلال قطاعي النفط والغاز الطبيعي.
أصدر البنك الدولي بياناً تحذيرياً يشير إلى أن أسعار النفط قد ترتفع إلى 150 دولاراً للبرميل إذا امتد الصراع إلى ما هو أبعد من قطاع غزة إلى دول أخرى داخل المنطقة الغنية بالنفط. وفي تقرير صدر في 30 أكتوبر/تشرين الأول، أعرب البنك الدولي عن مخاوف جدية بشأن الصراع بين إسرائيل وغزة، مسلطاً الضوء على إمكانية إشعال فتيل اضطراب اقتصادي عالمي كبير. ومن الممكن أن تكون النتيجة المهمة لهذا الوضع ارتفاعاً حاداً في أسعار النفط، حيث تشير التقديرات إلى أنها قد ترتفع إلى 150 دولاراً للبرميل. ومن شأن مثل هذه الزيادة أن تخلف عواقب وخيمة على الاقتصاد العالمي، ومن المرجح أن تؤدي إلى ارتفاع أسعار المواد الغذائية وربما تؤدي إلى انتشار الجوع الذي يؤثر على الملايين. ويشير التقرير إلى صراع عام 1973، حيث فرضت الدول العربية الأعضاء في منظمة أوبك، بقيادة المملكة العربية السعودية، حظراً نفطياً على الولايات المتحدة رداً على دعمها لإسرائيل.

### إسرائيل
صرحت وزيرة الخزانة الإسرائيلية أن العبء المالي اليومي للصراع في غزة يبلغ حوالي 246 مليون دولار للأمة.
وفقًا لـ Calcalist، بالإشارة إلى الأرقام الأولية من وزارة المالية، فمن المتوقع أنه إذا استمر الصراع لمدة تتراوح بين ثمانية إلى اثني عشر شهرًا، فإن العبء المالي على الاقتصاد الإسرائيلي قد يتجاوز 50 مليار دولار، وهو ما يمثل ما يقرب من 10٪ من الناتج المحلي الإجمالي للبلاد. تستند هذه التوقعات إلى افتراض أن الأعمال العدائية تظل محصورة في غزة ولا تتصاعد لتشمل أطرافًا إضافية، فضلاً عن التوقع بأن 350 ألف جندي احتياطي تم استدعاؤهم سيعودون إلى وظائفهم على الفور.
في نوفمبر/تشرين الثاني، قدر بنك إسرائيل أن الصراع الجاري من شأنه أن يؤدي إلى تكاليف إجمالية تبلغ نحو 53 مليار دولار أميركي بحلول عام 2025. وقد استمد هذا التوقع من الزيادات المتوقعة في نفقات الدفاع وغيرها، إلى جانب انخفاض عائدات الضرائب. إن نطاق الاشتباك العسكري الذي شهدته إسرائيل، من حيث المدة والشدة والعبء المالي، غير مسبوق في التاريخ الحديث. فقد امتدت حرب غزة عام 2014، التي يشار إليها باسم عملية الجرف الصامد من قبل قوات الدفاع الإسرائيلية، لأكثر من شهر وكان لها تأثير عميق على الاقتصاد الإسرائيلي، مما أسفر عن خسارة تقدر بنحو 7 مليارات شيكل إسرائيلي (حوالي 1.96 مليار دولار أميركي)، دون احتساب التكاليف المرتبطة بتعويضات الاحتياطيين وذخائر القوات الجوية. ولاستعادة الاستقرار المالي، سنت الحكومة خفضًا في الميزانية قدره 2 مليار شيكل إسرائيلي (حوالي 559 مليون دولار أميركي) في جميع الوزارات، باستثناء الدفاع.

### فلسطين
وأفاد نصري أبو جيش، وزير العمل الفلسطيني، أن معدل البطالة في غزة ارتفع من 47% إلى 90%، وهو رقم مثير للقلق، في حين بلغ معدل البطالة في الضفة الغربية 25%. وأشار مؤتمر الأمم المتحدة للتجارة والتنمية إلى انكماش كبير بنسبة 24% في الناتج المحلي الإجمالي لغزة، متوقعًا أن مستويات الناتج المحلي الإجمالي قبل الحرب قد لا تتحقق حتى عام 2092. وأكد التقرير أن مدى الدمار الذي لوحظ في غزة غير مسبوق. وعلاوة على ذلك، سلط المؤتمر الضوء على أن إعادة إعمار غزة ستتطلب مليارات الدولارات وعدة عقود. وفي فبراير/شباط 2024، أشارت كريستالينا جورجيفا، رئيسة صندوق النقد الدولي، إلى أن الحرب أثرت بشدة على اقتصاديات كل من الضفة الغربية وغزة. وأشار رئيس مؤتمر الأمم المتحدة للتجارة والتنمية إلى أن غزة ستتطلب خطة مارشال مخصصة لإعادة إعمارها، مع تكاليف تقديرية تصل إلى 50 مليار دولار أمريكي. وفي مارس 2024، ذكرت منظمة العمل الدولية أن معدل البطالة ارتفع إلى 57% في الربع الأول من عام 2024، مع فقدان 507 آلاف وظيفة في الأراضي الفلسطينية. كما شهدت غزة أزمة مالية حادة نتيجة للهجمات الإسرائيلية، مع تقييد الوصول إلى النقد بشدة. إن حوالي 85% من القوى العاملة في غزة عاطلون عن العمل حالياً، مما أدى إلى تباطؤ كبير في الأنشطة الاقتصادية. ونتيجة لهذا، تعمل المنطقة بنسبة 16% فقط من طاقتها الكاملة، مما أدى إلى تباطؤ اقتصادي حاد كما وصفه البنك الدولی.

#### الفقر
كان الفقر في غزة شديدًا بالفعل قبل الحرب بسبب الحصار الإسرائيلي المستمر، حيث يعتبر 61٪ من السكان تحت خط الفقر وفقًا للبنك الدولي. بعد شهر واحد فقط من القتال، ارتفعت النسبة بنحو 20٪ ومن المتوقع أن يزيد العدد إلى حوالي 34٪ في الشهر الثاني من الحرب.
تسببت الحرب في أضرار مدمرة للبنية التحتية والاقتصاد في غزة.

## التأثير على التركيبة السكانية
منذ بداية الحرب، نزح ما يقرب من مليوني فلسطيني داخل قطاع غزة. وقُتل ما يقرب من 40 ألف فلسطيني في الهجوم الإسرائيلي على غزة.  ومن المتوقع أن تكون الوفيات الفلسطينية غير المباشرة أعلى بكثير بسبب شدة الصراع، وتدمير البنية التحتية للرعاية الصحية، ونقص الغذاء والمياه والمأوى والأماكن الآمنة للمدنيين للهروب، وانخفاض تمويل الأونروا؛ قد يتجاوز عدد القتلى الفعلي في غزة من الأسباب المباشرة وغير المباشرة 186 ألفًا وفقًا لتقدير متحفظ في يوليو 2024 من قبل رشا الخطيب ومارتن ماكي وسليم يوسف نُشر في المجلة الطبية البريطانية ذا لانسيت. في أعقاب طوفان الأقصى، غادر إسرائيل نحو 500 ألف إسرائيلي. منذ بداية الحرب، نزح ما يقرب من 2 مليون فلسطيني داخل قطاع غزة. قُتل ما يقرب من 40000 فلسطيني في الهجوم الإسرائيلي على غزة. ومن المتوقع أن تكون الوفيات الفلسطينية غير المباشرة أعلى بكثير بسبب شدة الصراع وتدمير البنية التحتية للرعاية الصحية ونقص الغذاء والمياه والمأوى والأماكن الآمنة للمدنيين للفرار وانخفاض تمويل الأونروا؛  يمكن أن يتجاوز عدد القتلى الفعلي في غزة من الأسباب المباشرة وغير المباشرة 186000 وفقًا لتقدير متحفظ في يوليو 2024 من قبل رشا الخطيب ومارتن ماكي وسليم يوسف نُشر في المجلة الطبية البريطانية ذا لانسيت.

## سحب الاستثمارات والعقوبات والمقاطعات

### مقاطعات الشركات الغربية
في العديد من الدول الإسلامية، كانت هناك مقاطعة للشركات الغربية، وخاصة العلامات التجارية الأمريكية مثل ستاربكس وماكدونالدز وكوكا كولا، مما يدل على عدم الرضا عن دعم الحكومات الغربية لإسرائيل.
نجح النشطاء في ديري بأيرلندا الشمالية في حث أونيلز على وقف بيع سلع بوما بسبب رعاية العلامة التجارية الرياضية للاتحاد الإسرائيلي لكرة القدم. وفي كيجلي، غرب يوركشاير، أصبحت ستاربكس هدفًا للاحتجاجات، مما أدى إلى تخريب نوافذ المتجر بعد أن بدأت الشركة في اتخاذ إجراءات قانونية ضد نقابة عمال ستاربكس، التي عبرت عن دعمها لفلسطين على وسائل التواصل الاجتماعي. وفي السادس من مارس/آذار، أعلنت تشيلي أنها ستمنع الشركات الإسرائيلية من المشاركة في المعرض الدولي للطيران والفضاء في سانتياغو. بالإضافة إلى ذلك، فرض مجلس مدينة بروكسل حظراً على المشتريات العامة للسلع المنتجة في المستوطنات الإسرائيلية غير القانونية.
تم اتخاذ إجراءات مباشرة في منشآت تصنيع الأسلحة في كل من الولايات المتحدة والمملكة المتحدة التي زودت إسرائيل بالمعدات العسكرية، بما في ذلك شركات مثل لوكهيد مارتن، وجنرال ديناميكس، وتيكسترون، وبوينج، ورايثيون تكنولوجيز، ونورثروب جرومان. على سبيل المثال، في 10 نوفمبر/تشرين الثاني 2023، قام أعضاء نقابيون في روتشستر، كنت، بعرقلة مداخل مصنع لشركة بي إيه إي سيستمز، مدعين أن الموقع ينتج مكونات للطائرات العسكرية المستخدمة في القصف في غزة. بالإضافة إلى ذلك، في 16 نوفمبر/تشرين الثاني، احتلت منظمة فلسطين أكشن مصنع ليوناردو في ساوثهامبتون، مما أدى إلى توقف أنشطته الإنتاجية. وعلاوة على ذلك، مُنعت شركة زيم من الوصول إلى الموانئ في ماليزيا.
صرح خوسيه مانويل ألباريس، وزير الخارجية الإسباني، أن إسبانيا ستفرض عقوبات على المستوطنين إذا فشل الاتحاد الأوروبي في التوصل إلى إجماع. وفي وقت لاحق، أعلنت إسبانيا فرض عقوبات على اثني عشر مستوطنًا إسرائيليًا عدوانيًا. في 18 مارس، توصل الاتحاد الأوروبي إلى قرار بالإجماع بفرض عقوبات على المستوطنين الإسرائيليين العنيفين.

### عمليات نقل الأسلحة
أدى الصراع المستمر إلى زيادة الفحص العام لعمليات نقل الأسلحة الغربية. في أعقاب حكم محكمة العدل الدولية في قضية جنوب إفريقيا ضد إسرائيل، والذي أشار إلى أن إسرائيل ربما ترتكب إبادة جماعية في غزة، أكدت منظمات مثل الديمقراطية للعالم العربي الآن أن الولايات المتحدة يجب أن توقف نقل الأسلحة إلى إسرائيل. وعلاوة على ذلك، حثت ست عشرة منظمة إنسانية إضافية، بما في ذلك أوكسفام، وإنقاذ الطفولة، والمجلس النرويجي للاجئين، ومنظمة العفو الدولية، على وقف شحنات الأسلحة إلى إسرائيل. وفي ضوء تصريحات الرئيس جو بايدن التي وصفت تصرفات إسرائيل في غزة بأنها "مبالغ فيها"، أشار رئيس السياسة الخارجية بالاتحاد الأوروبي جوزيب بوريل إلى أنه إذا كان هناك اعتقاد بحدوث خسائر بشرية مفرطة، فقد يكون من الحكمة الحد من إمدادات الأسلحة. وقد أدانت منظمة هيومن رايتس ووتش الموقف المتناقض للدول الغربية، مشيرة إلى أنه في حين تسعى هذه الدول إلى معالجة الأزمة الإنسانية الشديدة في غزة، فإنها في الوقت نفسه تواصل توريد الأسلحة إلى إسرائيل، مما يؤدي إلى تفاقم الوضع. ودعت البعثة الدبلوماسية الفلسطينية لدى الأمم المتحدة إلى فرض حظر على الأسلحة على إسرائيل لمنع نقل الأسلحة المستخدمة ضد المدنيين الفلسطينيين. في إعلان رسمي، حث الحكماء على وقف عمليات نقل الأسلحة إلى إسرائيل، مؤكدين أن "جميع الدول التي تزود إسرائيل بالأسلحة - سواء بشكل مباشر أو غير مباشر - ملزمة بوقف مثل هذه التحويلات في ضوء الانتهاكات المنهجية المستمرة للقانون الإنساني الدولي في غزة وفي جميع أنحاء الأراضي الفلسطينية المحتلة".
في مايو/أيار 2024، اتخذت إسبانيا إجراءات لمنع رسو سفينة تحمل أسلحة إلى إسرائيل. وصرح المسؤولون: "لقد حددنا هوية هذه السفينة، ورفضنا السماح لها بالرسو، وأؤكد لكم أن هذه ستكون سياسة ثابتة فيما يتعلق بأي سفينة تحمل أسلحة وشحنات عسكرية إسرائيلية تسعى إلى دخول الموانئ الإسبانية".
أفاد مسؤولون كنديون كبار أنه اعتبارًا من أوائل يناير 2024، تم تعليق طلبات تصدير المعدات العسكرية غير القاتلة إلى إسرائيل، مثل نظارات الرؤية الليلية، بسبب "صعوبة تحديد ما إذا كان يمكن استخدام هذه المواد في انتهاكات حقوق الإنسان".  في 5 فبراير 2024، أعلنت وحدة الطيران التابعة لشركة إيتوتشو أنها أنهت شراكتها الاستراتيجية مع شركة إلبيت سيستمز، مستشهدة بالأمر المؤقت لمحكمة العدل الدولية لمنع أعمال الإبادة الجماعية ضد الفلسطينيين. في 6 فبراير، أعلنت حكومة والونيا في بلجيكا أنها علقت مؤقتًا رخصتين لتصدير الذخيرة إلى إسرائيل، مستشهدة بالحكم المؤقت لمحكمة العدل الدولية. أعلنت هولندا في 12 فبراير 2024 أنها أوقفت تصدير أجزاء طائرات إف-35 إلى إسرائيل. في 29 فبراير، ردًا على مذبحة الرشيد، أعلن الرئيس الكولومبي جوستافو بيترو أن كولومبيا علقت جميع مشتريات الأسلحة من إسرائيل. في عرض أمام البرلمان البريطاني، ذكرت شبكة العمل القانوني العالمية أن المملكة المتحدة "يجب أن تحترم سيادة القانون وتنهي صادرات الأسلحة غير القانونية إلى إسرائيل الآن".  كما صرحت وزيرة الخارجية الكندية ميلاني جولي أن كندا ستوقف نقل صادرات الأسلحة إلى إسرائيل. صرح أزالي عثماني، رئيس الاتحاد الأفريقي، أن للشعب الفلسطيني الحق في دولته الخاصة وعاصمتها القدس الشرقية. في 21 مارس 2024، قال وزير الخارجية الأمريكي إن رؤية الولايات المتحدة لما بعد الحرب تضمنت "دولة للفلسطينيين وضمانات أمنية للإسرائيليين".[260] في أبريل 2024، صرحت جامايكا وبربادوس أنهما تعترفان بدولة فلسطين.  صرحت سلوفينيا أنها بدأت عملية الاعتراف الرسمي، والتي صوتت بالموافقة عليها في 4 يونيو 2024. صوتت الجمعية العامة للأمم المتحدة لمنح دولة فلسطين حقوقًا وامتيازات إضافية، ودعت مجلس الأمن إلى دعم محاولتها للحصول على العضوية الكاملة.

### الاعتراف بدولة فلسطين
في ضوء الصراع الدائر، أعرب وزير الخارجية الإسباني خوسيه مانويل ألباريس عن دعم إسبانيا للاعتراف بدولة فلسطين. وبالمثل، أشارت وزيرة التعاون الإنمائي البلجيكية كارولين جينيز إلى أن بلجيكا تفكر في الاعتراف بفلسطين أيضًا. أعلن وزير الخارجية الماليزي محمد حسن دعمه لمحاولة فلسطين الحصول على العضوية كدولة في الأمم المتحدة خلال إعلان أدلى به في نيويورك. 
أكد الاتحاد الأفريقي أن للشعب الفلسطيني الحق في إقامة دولته الخاصة وعاصمتها القدس الشرقية. في أبريل 2024، أعلنت كل من جامايكا وبربادوس اعترافهما بدولة فلسطين. أبلغ مسؤول رفيع المستوى من حماس وكالة أسوشيتد برس أن المنظمة ستوافق على وقف إطلاق النار لمدة خمس سنوات مقابل الاعتراف بدولة فلسطينية.  صرح زعيم المعارضة البريطانية كير ستارمر، "إن الدولة الفلسطينية ليست هدية من جار. إنها حق غير قابل للتصرف للشعب الفلسطيني.” أفادت التقارير أن الاتحاد الأوروبي سعى إلى فرض "عواقب" على إسرائيل لمعارضتها للدولة الفلسطينية.
صرح وزير الخارجية السعودي الأمير فيصل بن فرحان آل سعود في 22 يناير 2024 أنه لن يكون هناك اتفاق تطبيع مع إسرائيل حتى يكون هناك مسار واقعي نحو الدولة الفلسطينية. أعلن وزير الخارجية الماليزي محمد حسن أنه سيقدم قرارًا للأمم المتحدة لقبول فلسطين كدولة كاملة العضوية.  في 30 يناير، صرح ديفيد كاميرون أن المملكة المتحدة وحلفاءها كانوا يضعون خططًا "للاعتراف بدولة فلسطينية". صرح غيرشون باسكين، المفاوض الإسرائيلي السابق للسلام، "دعونا نواجه الأمر، لقد اعترفت 139 دولة بالفعل بفلسطين. لكن الدول الغنية لم تفعل ذلك، وحان الوقت للقيام بذلك".

### العقوبات
في 4 فبراير 2024، صرحت وزيرة الخارجية الكندية ميلاني جولي أن حكومتها تستعد لإصدار عقوبات ضد المستوطنين المتطرفين. في 16 مايو، فرضت كندا عقوبات على أربعة مستوطنين في الضفة الغربية. في 27 يونيو 2024، فرضت كندا عقوبات على سبعة مستوطنين آخرين. كما فرضت المملكة المتحدة عقوبات على المستوطنين الأربعة وجولة ثانية من العقوبات في مايو 2024.
في 13 فبراير، صرحت فرنسا بأنها فرضت عقوبات على 28 مستوطنًا استخدموا العنف ضد الفلسطينيين في الضفة الغربية. قال وزير الخارجية الإسباني خوسيه مانويل ألباريس إن إسبانيا ستنفذ عقوبات على المستوطنين إذا لم يتوصل الاتحاد الأوروبي إلى اتفاق. أعلنت إسبانيا لاحقًا عن فرض عقوبات على اثني عشر مستوطنًا إسرائيليًا عنيفًا.

### عمليات سحب الاستثمارات
في مارس 2024، أعلن صندوق الثروة السيادية النرويجي، وهو أكبر صندوق ثروة سيادي في العالم، أن مجلس الأخلاقيات التابع له يجري تحقيقًا فيما إذا كانت الشركات تبيع أسلحة لإسرائيل تُستخدم في غزة. تتطلب المبادئ التوجيهية الأخلاقية للصندوق سحب استثماراته من الشركات التي تبيع للدول التي تنتهك القانون الإنساني. صرح سفين ريتشارد براندتزيج، "نحن ننظر في هذا بسبب خطورة انتهاك المعايير التي نراها".

### جرائم الحرب والإبادة الجماعية والدعاوى القضائية
ذكر مقطع فيديو لمنظمة أطباء بلا حدود شاركته رئيسة منظمة العفو الدولية أنييس كالامار، "إن هذا الإبادة الوحشية لنظام صحي لسكان بأكمله يتجاوز ما يمكن للمساعدات الإنسانية إصلاحه". في 4 ديسمبر، زارت رئيسة الصليب الأحمر ميريانا سبولجاريك إيجر قطاع غزة، قائلة: "الأشياء التي رأيتها هناك تتجاوز أي شيء يمكن لأي شخص أن يكون في وضع يمكنه من وصفه".
في 10 ديسمبر 2023، صرحت بشرى الخالدي، الخبيرة في منظمة أوكسفام، أن الوضع لم يعد "مجرد كارثة، إنه نهاية العالم". في مارس 2024، أعلن كبير الدبلوماسيين في الاتحاد الأوروبي جوزيب وذكر بوريل أن غزة أصبحت "مقبرة للعديد من أهم مبادئ القانون الإنساني".

## مكانة إسرائيل العالمية
نتيجة لأفعال إسرائيل في غزة، وصف المحللون تراجعًا في مكانة إسرائيل الدولية. في ديسمبر 2023، وُصفت إسرائيل بأنها معزولة بشكل متزايد وسط دعوات عالمية متزايدة لوقف إطلاق النار. في الشهر نفسه، صرح الرئيس الأمريكي بايدن أن إسرائيل تفقد الدعم الدولي بشأن كيفية إدارتها للحرب.  في مارس 2024، صرحت وزيرة الخارجية الأسترالية بيني وونغ، "ما لم تغير إسرائيل مسارها، فستستمر في فقدان الدعم". في خطاب، صرح زعيم الأغلبية في مجلس الشيوخ الأمريكي، "لا يمكن لإسرائيل البقاء إذا أصبحت منبوذة". صرح تامر قرموط، أستاذ في معهد الدوحة للدراسات العليا، "تتصرف إسرائيل كدولة منبوذة. إنها فوق القانون الدولي ويمكنها تحمل هذا لأنه لا توجد عقوبة. إنها غير مسؤولة أمام أي شخص، وذلك بفضل الولايات المتحدة." وصف أولريش بروكنر، أستاذ في جامعة ستانفورد، استراتيجية الحرب الإسرائيلية بأنها "قصيرة النظر" وتؤدي إلى "خسارة سياسية ستستمر لفترة أطول بكثير من أي نصر محتمل يمكنها المطالبة به". صرح المتحدث باسم وزارة الخارجية الأمريكية أن الغزو الإسرائيلي لرفح "سيترك إسرائيل أكثر عزلة في العالم". كتب جيمس بايز، المحرر الدبلوماسي في قناة الجزيرة الإنجليزية، "ما يتطور ببطء هو العزلة العالمية والإدانة لإسرائيل، إنه يتطور إلى وضع حيث يمكن أن تصبح دولة منبوذة". صرحت ياسمين سرحان من مجلة تايم أن تصرفات إسرائيل شوهت صورة إسرائيل، ربما بشكل دائم في جميع أنحاء العالم. وعلاوة على ذلك، وبسبب قربهم الشديد من إسرائيل، خسر الحلفاء التقليديون مثل الولايات المتحدة وألمانيا أيضًا مكانة عالمية كبيرة ورأس مال سياسي وأضرارًا سمعة تجاه الجنوب العالمي.
صرح أيمن الصفدي، وزير خارجية الأردن، أن تصرفات إسرائيل في غزة حولتها إلى دولة منبوذة. في خضم التقارير التي تفيد بأن المحكمة الجنائية الدولية تستعد لإصدار مذكرات اعتقال بحق زعماء إسرائيليين، صرحت شيمين كيتنر، الأستاذة بجامعة كاليفورنيا ديفيس، "إذا تم الإعلان عن لوائح اتهام من قبل المحكمة الجنائية الدولية... فإنها ستعزز التصور الدولي المتزايد بأن تصرفات إسرائيل في غزة انتهكت القانون الدولي. وقد يساهم ذلك في الضغط السياسي المتزايد على حلفاء إسرائيل للحد من دعمهم لإسرائيل".  في يونيو 2024، ناقش كريس جونيس، المتحدث السابق باسم الأونروا، إضافة الأمم المتحدة لإسرائيل إلى القائمة السوداء للكيانات التي تؤذي الأطفال، قائلاً: "تشمل المجموعات والدول المدرجة في هذه القائمة بوكو حرام، وداعش، والقاعدة، وروسيا، وميانمار. وهذا يضع إسرائيل في قائمة بعض أكثر الأنظمة والجماعات المروعة في العالم... لذا فإن عزلة إسرائيل ومكانتها المنبوذة ستستمر". صرح الصحفي الإسرائيلي عكيفا إلدار أن إسرائيل أصبحت دولة منبوذة، قائلاً: "الإسرائيليون غير مرحب بهم في كل مكان". صرح كريس سيدوتي، عضو لجنة التحقيق المستقلة التابعة للأمم المتحدة، "الاستنتاج الوحيد الذي يمكن التوصل إليه هو أن الجيش الإسرائيلي هو أحد أكثر الجيوش إجرامًا في العالم.” أفاد الفلسطينيون الأوكرانيون أنهم يشعرون "بمعيار مزدوج" حيث دعمت حكومة زيلينسكي إسرائيل. كتب أندرياس كلوث، كاتب عمود بلومبرج، أن بعض المشرعين الجمهوريين المؤيدين لترامب أيدوا المساعدات لإسرائيل لكنهم عارضوها لأوكرانيا. وكتب بوليتيكو أنه كان من المتوقع أن تؤدي الحرب إلى تحويل انتباه الولايات المتحدة عن أوكرانيا.

## الحرب الروسية الأوكرانية
أعلن الرئيس الروسي فلاديمير بوتن أن الحرب "مثال واضح على فشل سياسة الولايات المتحدة في الشرق الأوسط"، مضيفًا أن واشنطن فشلت باستمرار في مراعاة المصالح الأساسية للفلسطينيين. وصف المعلقون الروس الحرب بأنها فشل عسكري واستخباراتي للغرب، وتوقعوا أنها ستقوض الدعم الغربي لأوكرانيا. ذكرت صحيفة نيويورك تايمز أن علاقات روسيا مع إسرائيل تدهورت، مدفوعة جزئيًا بالدعم الغربي لأوكرانيا ودعم إيران المستمر لروسيا في الحرب الروسية الأوكرانية. أفاد الفلسطينيون الأوكرانيون أنهم يشعرون "بمعيار مزدوج" حيث دعمت حكومة زيلينسكي إسرائيل. كتب أندرياس كلوث، كاتب عمود بلومبرج، أن بعض المشرعين الجمهوريين المؤيدين لترامب أيدوا المساعدات لإسرائيل لكنهم عارضوها لأوكرانيا.

## الجنوب العالمي
وصف بعض المحللين حرب إسرائيل وغزة بأنها تكشف عن صدع بين العالم الغربي والجنوب العالمي. كتب أليكس لو، كاتب عمود في صحيفة ساوث تشاينا مورنينج بوست، "عندما تُكتب جرائم إسرائيل ضد الفلسطينيين، لن يتمكن المؤرخون في المستقبل من القول إن العالم لم يفعل شيئًا... لقد كان يحاول القيام بواجبه الأساسي تجاه الإنسانية. لكن الغرب، بقيادة الولايات المتحدة، كان يحبطهم في كل منعطف". انتقد سامي أبو شحادة، عضو الكنيست الفلسطيني السابق، الدول الغربية لقطع التمويل عن الأونروا في أعقاب مزاعم ضد اثني عشر من موظفيها، ولكن ليس لمعاقبة السياسيين الإسرائيليين لدعوتهم إلى التطهير العرقي، قائلاً: "هل لدى أي شخص أي شكوك حول سبب اعتبار الولايات المتحدة والمملكة المتحدة وأستراليا وكندا وألمانيا جزءًا من المشكلة بالنسبة للجنوب العالمي؟"  يُقال إن قضية جنوب إفريقيا ضد إسرائيل كانت تُرى في الجنوب العالمي على أنها "اختبار لمصداقية" النظام الدولي. انتقد وزير الخارجية النيجيري يوسف توغار ما أسماه "المعايير المزدوجة" عندما يتعلق الأمر بعمليات القتل الإسرائيلية في غزة. صرح رئيس الوزراء الأيرلندي ليو فارادكار، "الكثير من البلدان في الجنوب العالمي - والمعروفة أيضًا باسم معظم العالم - تفسر تصرفات أوروبا المتعلقة بأوكرانيا مقابل فلسطين على أنها معايير مزدوجة. أعتقد أنهم على حق". صرح الأمين العام للأمم المتحدة أنطونيو غوتيريش، "المبدأ الأساسي للقانون الإنساني الدولي هو حماية المدنيين. يجب أن نلتزم بالمبادئ في أوكرانيا كما هو الحال في غزة دون معايير مزدوجة.

## ترتيب قائم على القواعد
بالإضافة إلى الأسئلة حول المعايير المزدوجة، واجهت الحكومات الغربية اتهامات بالنفاق في تطبيقها لآليات النظام القائم على القواعد. في صحيفة آيريش تايمز، كتبت الأستاذة ماري لولور، المقررة الخاصة للأمم المتحدة المعنية بالمدافعين عن حقوق الإنسان، "إن بنية حقوق الإنسان الدولية تئن تحت وطأة نفاق الدول التي تدعي الدعم المطلق لنظام قائم على القواعد ولكنها تستمر في تسهيل هذه الحرب من خلال توفير الأسلحة لإسرائيل لقتل المزيد من الفلسطينيين الأبرياء". في بيان على وسائل التواصل الاجتماعي، صرح زعيم حزب العمال السابق جيريمي كوربين أن "السلطة الأخلاقية للقادة السياسيين تكمن تحت الأنقاض، إلى جانب آلاف الأرواح التي كان من الممكن إنقاذها بوقف إطلاق النار".  صرح الأمين العام للأمم المتحدة أنطونيو غوتيريش، "إن القانون الإنساني الدولي أصبح في حالة يرثى لها.
أصدرت منظمة العفو الدولية تقريرًا يفيد بأنه نتيجة للهجوم الإسرائيلي على غزة، إلى جانب حرب أوكرانيا وغيرها من الصراعات المسلحة، فإن "النظام العالمي القائم على القواعد معرض لخطر التدمير". قال باري تراختنبرج، أستاذ في جامعة ويك فورست، إن النظام القائم على القواعد "ينهار"، قائلًا: "ما نراه هو هذا المعيار المزدوج الواضح حيث عندما يكون ذلك في مصلحة الولايات المتحدة والحلفاء الغربيين، فإنهم سيستدعون القانون الدولي. وعندما لا يكون ذلك في مصلحتهم، فإنهم سينتهكون القانون الدولي بوضوح."
في يونيو 2024، قارن نائب مستشار الأمن القومي السابق بن رودس تصرفات الولايات المتحدة خلال الحرب الروسية الأوكرانية بتصرفاتها مع إسرائيل، قائلًا: "لقد شوهد الخطاب الأمريكي حول النظام الدولي القائم على القواعد في جميع أنحاء العالم على شاشة منقسمة من النفاق، حيث زودت واشنطن الحكومة الإسرائيلية بالأسلحة المستخدمة لقصف المدنيين الفلسطينيين دون عقاب."